# The Hunting Party (2007)
The Hunting Party is een Amerikaanse oorlogs-/dramafilm uit 2007 die zich afspeelt tegen de achtergrond van de oorlogen in Joegoslavië en de nasleep daarvan aan het eind van de 20e eeuw. Regisseur Richard Shepard werd geïnspireerd tot het schrijven van het verhaal van de film naar aanleiding van het artikel How I Spent My Summer Vacation van Scott Anderson, in de Amerikaanse Esquire.
The Hunting Party heeft behalve de titel niets gemeen met de gelijknamige westernfilm uit 1971. De wereldpremière van de productie was op het filmfestival Venetië in september 2007. In Nederland kwam de film zeven maanden later in de bioscoop.

## Verhaal
Cameraman Duck (Terrence Howard) vormde vroeger een duo met journalist Simon Hunt (Richard Gere). Samen bezochten ze het hart van het ene oorlogsgebied na het andere, waarbij de kogels hen soms om de oren vlogen op zoek naar mooie beelden. Duck werd daarbij zelfs vier keer neergeschoten, maar heeft vooral mooie herinneringen aan zijn tijd met Hunt. Aan hun samenwerking kwam een einde toen Hunt tijdens een live-uitzending in 1994 doordraaide. Hij had die dag zijn zwangere Joegoslavische vriendin dood teruggevonden met haar buik doorzeefd met kogels. Tijdens het praatje dat hij moest houden in een televisieprogramma gaf hij vervolgens onverbloemd zijn mening over de gruwelijkheden om hem heen, in plaats van de afgesproken reportage. Terwijl Duck daarna rijk en gerespecteerd werd, verdween Hunt in de vergetelheid en kwam steeds moeilijker aan werk en geld.
Wanneer Duck in 2000 opnieuw naar Joegoslavië vertrekt om een verhaal te zoeken, wordt hij verplicht de net afgestudeerde student journalistiek Benjamin Strauss (Jesse Eisenberg) mee te nemen, de zoon van de vicevoorzitter van het netwerk waarvoor Duck werkt. Terwijl hij deze in Joegoslavië wegwijs probeert te maken over het werken in oorlogsomstandigheden, staat ineens Hunt weer voor zijn neus. Deze wil Duck opnieuw meehebben op een (freelance) klus die hij wil doen, wil verkopen en vervolgens rijk mee wil worden. Aarzelend stemt Duck toe en ook Strauss gaat mee. Hunt neemt hen mee op een jachtpartij naar Radoslav Bogdanović (Ljubomir Kerekes) ofwel The Fox, de voortvluchtige Servische oorlogsmisdadiger die de Verenigde Naties schijnbaar niet kunnen traceren. Op diens hoofd staat een bedrag van vijf miljoen Amerikaanse dollars. Bogdanović is echter een held voor de bevolking van het gebied waarin de groep op zoek gaat, dus zonder levensgevaar is de klopjacht niet.

## Rolverdeling
- James Brolin - Franklin Harris
- Kristina Krepela - Marda
- Snezana Markovic - Una
- Goran Kostic - Srdjan, Bogdanović' persoonlijke beul
- Mark Ivanir - Boris
- Joy Bryant - Ducks vriendin
- Nitin Ganatra - officier van India

## Waargebeurd
Het verhaal van The Hunting Party is losjes gebaseerd op een artikel dat de Amerikaan Scott Anderson in 2000 publiceerde in de Amerikaanse Esquire. Dat gaat over vijf journalisten uit het westen die verslag deden van de oorlog in het voormalige Joegoslavië en jaren na dato samen afspreken in een bar in Sarajevo. Deze groep bestond uit Anderson zelf, zijn landgenoten Sebastian Junger en John Falk, de Nederlander Harald Doornbos en de Belg Philippe Deprez. Tijdens hun reünie besloten ze op de bonnefooi eens te gaan zoeken naar Radovan Karadžić, naar aanleiding van de geruchten dat deze op zijn gemak in een nederzetting in de buurt rondliep, zonder dat de Verenigde Naties moeite deden om hem op te pakken.